# Euphorbia microsciadia
Euphorbia microsciadia är en törelväxtart som beskrevs av Pierre Edmond Boissier. Euphorbia microsciadia ingår i släktet törlar, och familjen törelväxter. Inga underarter finns listade i Catalogue of Life.